# 柠檬空竹
柠檬空竹（法語：Diabolo）是一种以檸檬水为基础、加入糖漿（如紅石榴糖漿、薄荷糖浆、草莓糖浆等）的无酒精饮料。

## 起源
柠檬空竹出现在1920年前，并于20世纪20年代在法国流行。当时，这种饮料被描述为柠檬水加少量酒精着色剂的混合，或柠檬水与黑加仑酒混合，亦或单纯柠檬水加糖浆。最常见的口味有石榴、薄荷、柠檬或黑加仑。

## 其他语言的翻译
Diabolo在意大利语中没有直接对应，但可将带气的檸檬水（“con gas”）与各种糖浆（或与啤酒混合制成panaché）一起饮用，大致译为gassosa。
在英语中，“limonade”指由柠檬、糖和水制成的饮料，故译为lemonade；而“diabolo menthe”可译为mint and lemonade，或lemon soda with mint syrup。

## 变体
弗拉芒地区的柠檬空竹是一种含酒精的鸡尾酒，由杜松子酒、柠檬水，有时还加紫罗兰糖浆调制而成。
市售的加香气汽水则以水品牌和糖浆口味命名，如Vichy fraise、Perrier citron等。

## 画廊

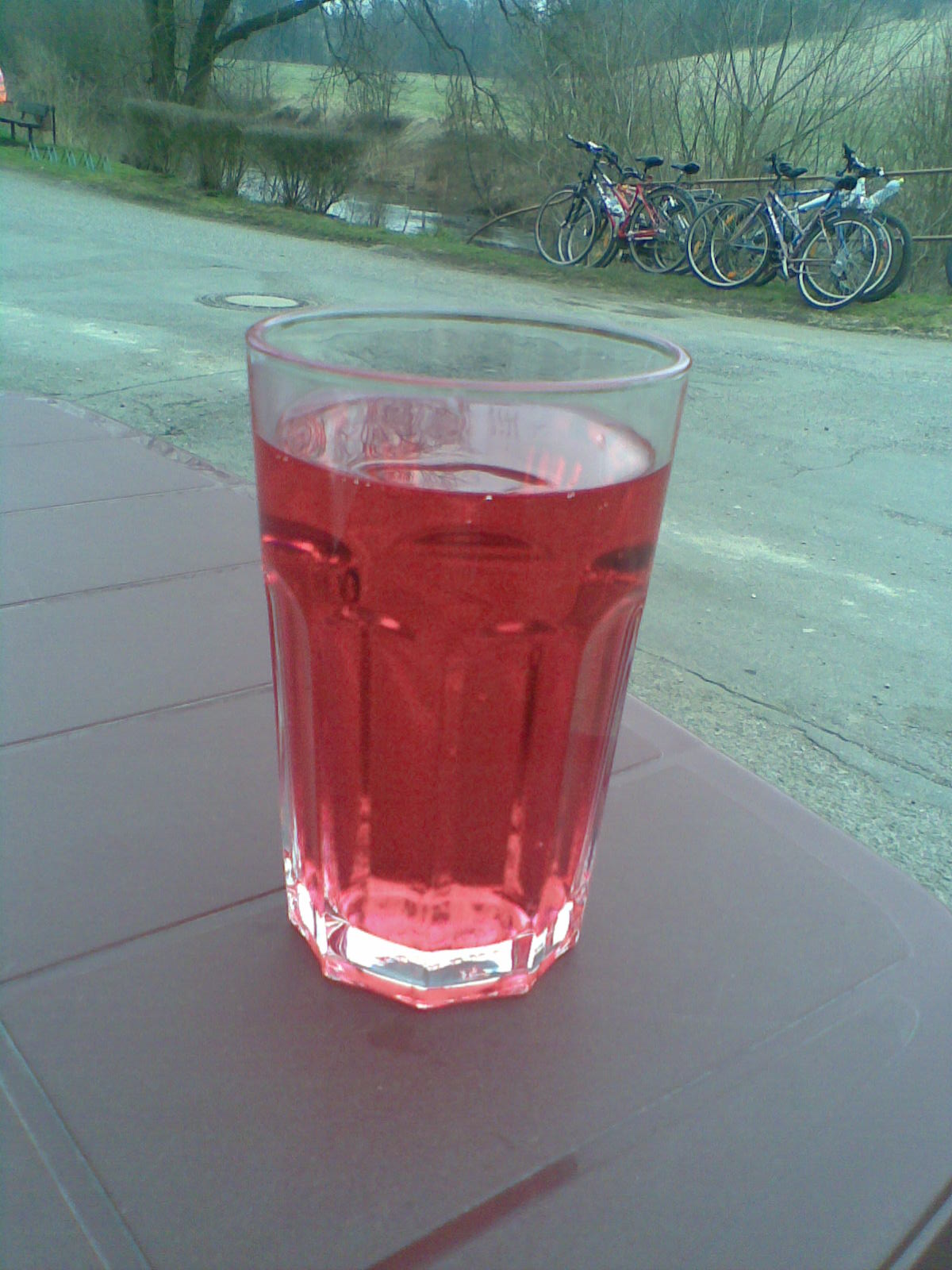
在烏什捷克乡村酒馆前的玫瑰柠檬水：草莓柠檬空竹
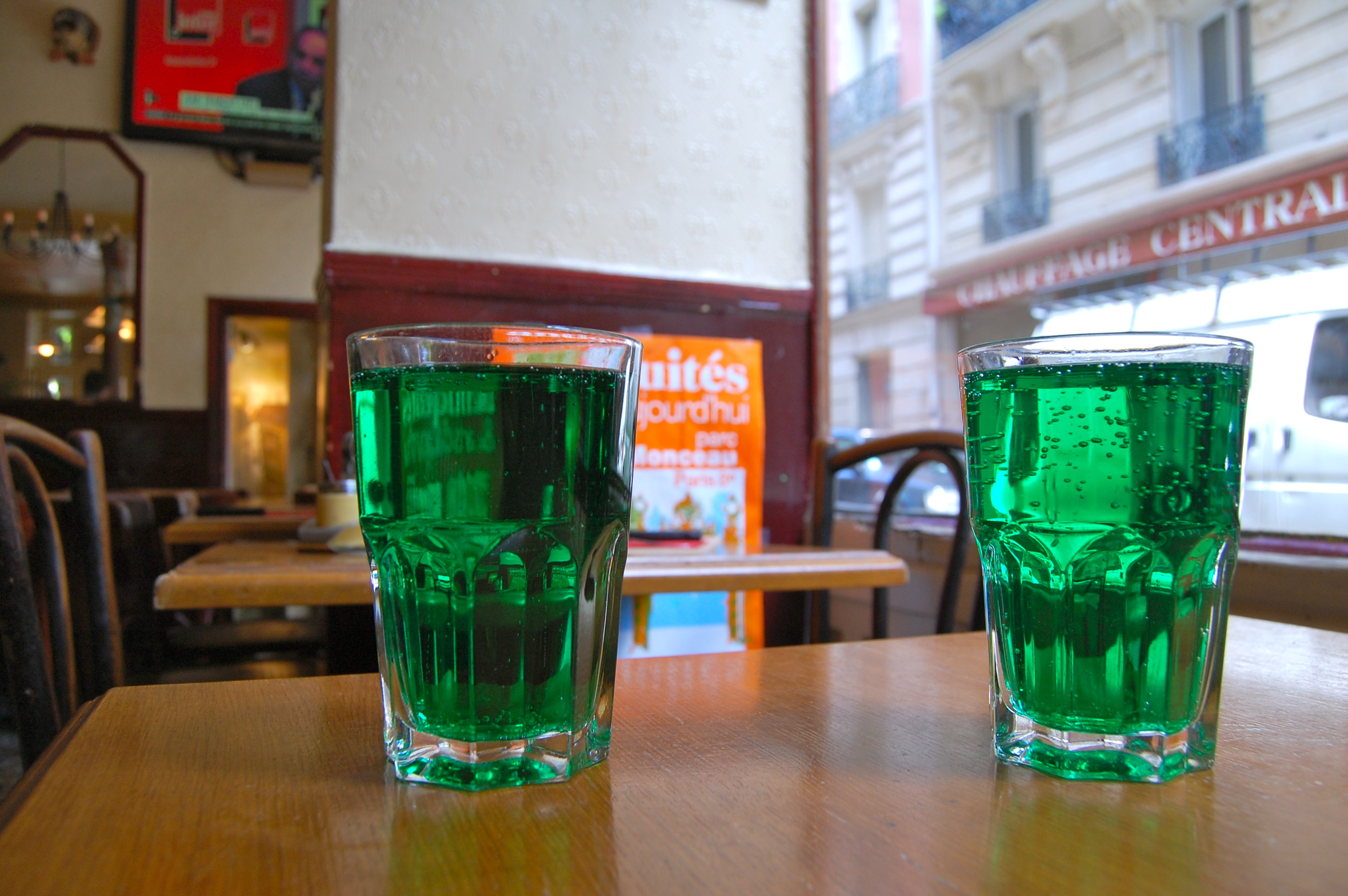
两杯薄荷柠檬空竹置于蒙马特某酒吧的桌上
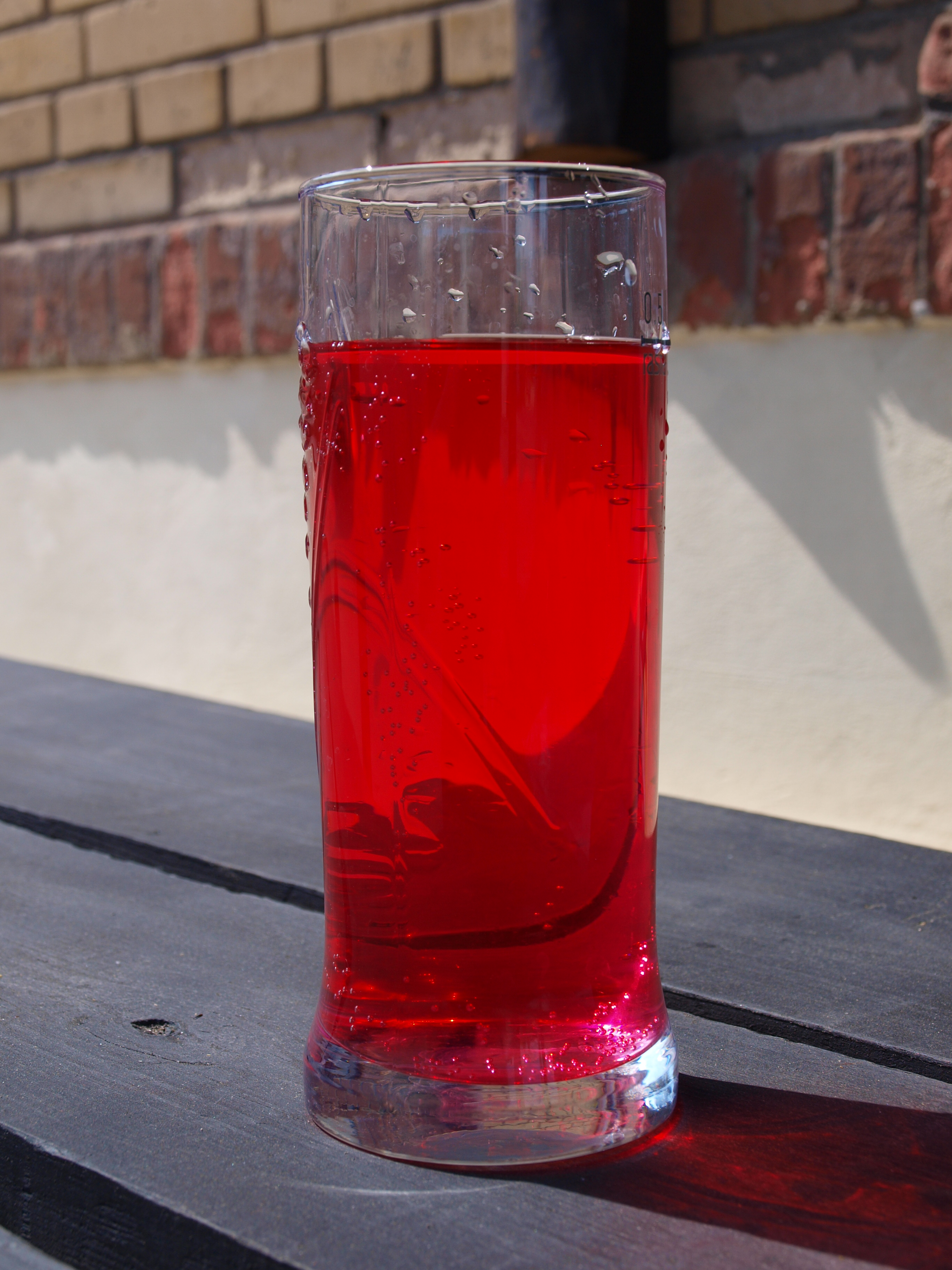
捷克传统玫瑰柠檬水：石榴柠檬空竹

## 相关
- 檸檬水